# Янссенс, Жан
Жан Янссенс (нидерл. Jean Janssens; род. 28 сентября 1944, Беверен, Восточная Фландрия) — бельгийский футболист, наиболее известный по выступлениям на позиции нападающего за «Беверен» и сборную Бельгии. Лучший футболист года в Бельгии (1979).

## Биография

### Клубная карьера
В профессиональном футболе, дебютировал в сезоне 1961/62 за «Беверен», выступавший в четвёртом дивизионе. Дебютировал в региональное дерби против клуба «Бюрхт».
В основном действовал на позиции левого вингера Янссенс. В сезоне 1970/71 он вместе с «Бевереном» участвовал в Кубке Ярмарок. В квалификации на Кубка УЕФА клуб последовательно выбил «Винер Шпорт-Клуб» и «Валенсию», но проиграл действующему чемпиону турниру «Арсеналу» в третьем раунде. Янссенс, совмещал игру в футбол с работой грузчиком в порту Антверпена.
В сезоне 1982/83, присоединился к команде «Борнем» из низший лиги, провёл в команде три сезона и завершил профессиональную карьеру.

### Карьера в сборной
За национальную сборную дебютировал в товарищеском матче против сборной Мексики. Свой первый и единственный гол, забил в ворота команды Норвегии (1:2).

## Достижения

### Клубные
«Беверен»
- Чемпионат Бельгии: 1978/79[11]
- Кубок Бельгии: 1978[11]

### Личные
- Футболист года в Бельгии: 1979[11]
- Футболист сезона в чемпионате Бельгии: 1978/1979[11]